# Cuitliodaglossum
× Cuitliodaglossum (abreviado Cdg) es un híbrido intergenérico entre los géneros de orquídeas Cochlioda × Cuitlauzina × Odontoglossum. Fue publicado en Sander's List Orchid Hybrids Addendum 2002-2004: xxvii (2005).